# Tinnegrend Station
Tinnegrend Station (Tinnegrend stasjon eller Tinnegrend stoppested) er en tidligere jernbanestation på Tinnosbanen, der ligger i området Tinnegrend i Notodden kommune i Norge. Stationen blev oprettet som holdeplads 20. juni 1918 men blev nedgraderet til trinbræt 1. februar 1954, til trods for at der stadig var et læssespor indtil november 1962. Persontogene ophørte med at betjene stationen 13. juni 2004, men den fremgår dog stadig af Bane Nors stationsoversigt.. 
Stationsbygningen, der var opført i træ efter tegninger af NSB Arkitektkontor, nedbrændte 2. juli 2012. Bygningen havde i de sidste år været i privat eje men var ubeboet, da branden fandt sted. Bygningens ejer og en bekendt blev efterfølgende dømt i to retsinstanser for ildspåsættelse med henblik på forsikringssvindel.